# Piste
Piste är en ort i Mexiko.   Den ligger i kommunen Tinum och delstaten Yucatán, i den östra delen av landet, 1 100 km öster om huvudstaden Mexico City. Piste ligger 25 meter över havet och antalet invånare är 4 674.
Terrängen runt Piste är mycket platt. Runt Piste är det ganska glesbefolkat, med 29 invånare per kvadratkilometer. Närmaste större samhälle är Chichén-Itzá, 4,3 km sydost om Piste. I omgivningarna runt Piste växer i huvudsak lövfällande lövskog.